# Американо-кирибатийские отношения
Американо-кирибатийские отношения — двусторонние дипломатические отношения между США и Кирибати.

## История
После обретения независимости в 1979 году Кирибати подписала договор о дружбе с Соединёнными Штатами. Полные дипломатические отношения были установлены в 1980 году.  
США и Кирибати поддерживают тесные отношения, основанные на взаимном уважении и общих интересах. Две страны тесно сотрудничают по широкому кругу вопросов, от укрепления региональной безопасности до содействия устойчивому развитию и решения проблем изменения климата, до защиты рыболовства и окружающей среды.   
По состоянию на 2009 год Государственный департамент США назвал отношения между США и Кирибати «отличными». 
Дипломатические отношения поддерживает посол Кирибати в США.  
У Соединённых Штатов нет консульских или дипломатических представительств в стране. Офицеры посольства США в Суве, Фиджи, одновременно аккредитованы в Кирибати и совершают периодические визиты. Корпус мира, независимые агентства и корпорации Федерального правительства США осуществляет программу в Кирибати с 1967 года. Однако Корпус объявил о планах покинуть Кирибати в ноябре 2008 года после 35 лет работы в стране. Директор Корпуса мира в Кирибати Майкл Коффман назвал часто отменяемое и неустойчивое воздушное сообщение в стране основной причиной того, что Корпус мира временно покинул страну. 
В ноябре 2018 года США и Кирибати отметили 75-ю годовщину Битвы за Тараву, одной из самых кровавых на Тихоокеанском театре военных действий. 

## Посольство
К основным должностным лицам посольства США относятся:
- Посол США[англ.] — Джозеф Селла[англ.]

Посольство США, отвечающее за Кирибати, находится в Суве, Фиджи.